# La Huitième Femme de Barbe-Bleue (film, 1938)
Pour les articles homonymes, voir La Huitième Femme de Barbe-Bleue et Barbe-Bleue (homonymie).
Pour plus de détails, voir Fiche technique et Distribution.
La Huitième Femme de Barbe-Bleue (titre original : Bluebeard's Eighth Wife) est un film américain en noir et blanc réalisé par Ernst Lubitsch, sorti en 1938.

## Synopsis

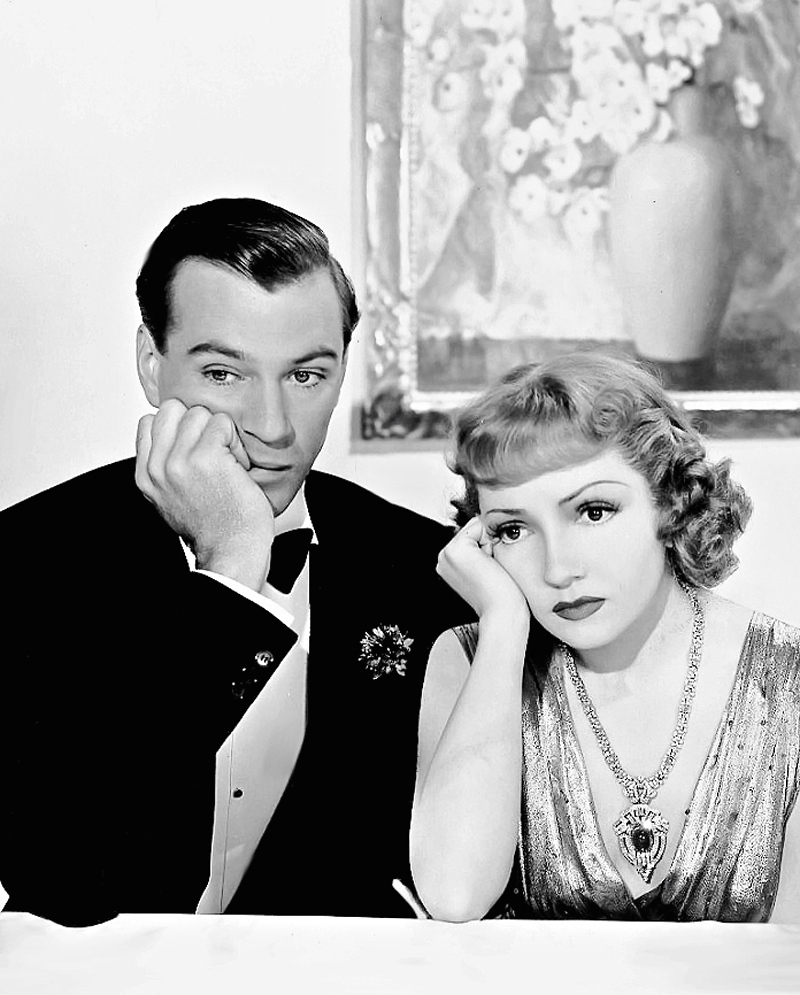
Gary Cooper et Claudette Colbert.

Nicole de Loiselle, jeune aristocrate française, et Michael Brandon, millionnaire sept fois divorcé, forment le duo infernal de cette comédie loufoque. Cédant à la pression familiale, elle accepte de l'épouser, avant de tout faire pour obtenir un divorce et, enfin, de se raviser à nouveau. Les deux personnages sont sans cesse placés dans des situations cocasses.

## Fiche technique
- Titre original : Bluebeard's Eighth Wife
- Titre français : La Huitième Femme de Barbe-Bleue
- Réalisation : Ernst Lubitsch
- Scénario : Charles Brackett et Billy Wilder d'après la pièce de théâtre La Huitième Femme de Barbe-Bleue (1921) d'Alfred Savoir, traduction de Charlton Andrews[1]
- Musique : Werner R. Heymann et Friedrich Hollaender
- Direction artistique : Hans Dreier et Robert Usher (en)
- Décors : A.E. Freudeman[2]
- Costumes : Travis Banton
- Photographie : Leo Tover
- Son : Harry D. Mills[3], Don Johnson
- Montage : William Shea
- Producteurs : Ernst Lubitsch, William LeBaron (producteur exécutif)
- Société de production et de distribution : Paramount Pictures
- Pays de production :  États-Unis
- Langue originale : anglais américain
- Format : noir et blanc — 35 mm — 1,37:1 — son : son : mono (Western Electric Microphonic Recording)
- Genre : comédie loufoque
- Durée : 98 minutes
- Dates de sortie : 
  - États-Unis : 18 mars 1938 (première)
  - États-Unis : 23 mars 1938 (New York)
  - France : 25 avril 1938

## Distribution
- Claudette Colbert (VF : Marie Francey) : Nicole de Loiselle
- Gary Cooper (VF : Richard Francœur) : Michael Brandon
- Edward Everett Horton : Marquis de Loiselle, le père de Nicole
- David Niven : Albert de Regnier, ami de Nicole et employé de Michael Brandon
- Elizabeth Patterson : Tante Hedwige
- Herman Bing : Monsieur Pepinard, le détective
- Warren Hymer : Kid Mulligan, le boxeur
- Franklin Pangborn : l'assistant du directeur d'hôtel
- Armand Cortes : l'assistant du directeur d'hôtel
- Rolfe Sedan (VF : Leonce Corne) : le chef de rayon
- Lawrence Grant : Professeur Urganzeff
- Lionel Pape : M. Potin
- Tyler Brooke : l'employé de bureau
- Joseph Crehan (VF : Paul Villé) : un touriste américain
- Jean De Briac : le serveur dans le hall
- Charles Halton : M. de la Coste, le directeur du grand magasin
- Michael Visaroff : le vice-président du grand magasin

Acteurs non crédités
- George Davis : Maurice, le deuxième porteur
- Wolfgang Zilzer : un vendeur de livres